# Łukasz Czuj
Łukasz Czuj (ur. 24 listopada 1969 roku w Krakowie) – polski reżyser teatralny, dramaturg, twórca autorskich zdarzeń muzycznych, projektant wystaw muzealnych.
Autor ponad  45 spektakli teatralnych, widowisk muzycznych, projektów filmowych i multimedialnych - w większości stworzonych w oparciu o własne scenariusze. Swoje realizacje przygotowywał na zamówienie wielu teatrów zawodowych (Teatr Wybrzeże w Gdańsku, Teatr Współczesny we Wrocławiu, Teatr Piosenki we Wrocławiu,  Teatr Studio, Teatr ROMA i Teatr na Woli w Warszawie, Teatr Rozrywki w Chorzowie, Teatr Ludowy w Krakowie, Teatr im. Modrzejewskiej w Legnicy, Teatr im. Horzycy w Toruniu, Teatr im. Fredry w Gnieźnie i innych) oraz międzynarodowych festiwali takich jak Konfrontacje Teatralne w Lublinie, Krakowskie Reminiscencje Teatralne, Festiwal Kultury Żydowskiej w Krakowie, polskie biuro wystawy Expo 2000 w Hanowerze.
Autor głośnych, cieszących się sławą „kultowych” widowisk muzycznych: „Opowieści Jedenastu Katów”, „Królowa Nocy” i „La dolce NRD” z Januszem Radkiem, „Balu u Wolanda” z Maciejem Maleńczukiem, „Leningradu” z Mariuszem Kilianem i Tomaszem Marsem, „Siekiery” i „Pana Kazimierza” z Tomaszem Marsem, „Berlin czwarta rano” z Katarzyną Zielińską i Kacprem Kuszewskim i wielu innych.
Autor projektu (razem z Michałem Urbanem) inscenizacji plastyczno-multimedialnej muzeum narracyjnego w Fabryce Schindlera w Krakowie (wystawa „Kraków czas okupacji” - nagrodzona „Sybillą 2011” dla najlepszej ekspozycji muzealnej w Polsce). Współautor projektu wystawy „Historia Górnego Śląska” nagrodzonego I nagrodą w konkursie ogłoszonym przez Muzeum Śląskie (wystawa została otwarta w roku 2015).
W latach 2016–2019 dyrektor artystyczny Teatru Miejskiego w Gliwicach. Od września 2021 dyrektor artystyczny Teatru im. Horzycy w Toruniu.